# Nitrato de hierro(III)
El nitrato de hierro(III) o nitrato férrico es una sal de fórmula Fe(NO3)3. Al ser un compuesto delicuescente, comúnmente se encuentra en su forma nonahidratada Fe(NO3)3.9 H2O, en la que forma cristales desde incoloros a violeta pálido.

## Aplicaciones

### En laboratorio
El nitrato férrico es el catalizador de preferencia para la síntesis de amida de sodio partiendo de una solución de sodio en amoníaco:
2 NH3  +  2 Na  →  2 NaNH2  +  H2
Ciertas arcillas impregnadas con nitrato férrico han demostrado ser útiles como oxidantes en síntesis orgánica. Por ejemplo, el nitrato férrico en montmorillonita —reactivo denominado "Clayfen" en inglés— se emplea en la oxidación de alcoholes a aldehídos, y tioles a disulfuros.

### Otras aplicaciones
Las soluciones de nitrato férrico se emplean en joyería y herrería para grabar la plata y sus aleaciones.